# حسناء بوعزة
حسناء بوعزة (مواليد 1973) صحفية وكاتبة عمود ومترجمة ومخرجة برامج تلفزيونية مغربية هولندية.

## حياتها
ولدت بوعزة في مدينة وجدة المغربية القريبة من الحدود الجزائرية. انتقلت مع عائلتها بما في ذلك شقيقها حفيظ بوعزة وهو كاتب مشهور، إلى هولندا للانضمام إلى والدها، الذي عمل هناك كعامل أجنبي. كانوا المغاربة الوحيدين في قرية أركيل حيث كانوا يعيشون. درست بوعزة اللغة الإنجليزية وآدابها في جامعة أوتريخت. بدأت في كتابة الأعمدة لمختلف الدوريات (بما في ذلك مجلة فراي نيدرلاند). كما عمل بوعزة مخرجا في VPRO لبرامج تلفزيونية. حسناء بوعزة معروفة بمناقشتها لمواضيع محظورة مثل المواد الإباحية في العالم العربي. بوعزة هي محررة مجموعة قصصية بعنوان وراء الحجاب (بالفرنسية: Achter de sluier)‏ حول النساء العربيات القويات. 
ترى بوعزة انتماءها للثقافة المغربية بعين من الحيطة، فهو مدعاة للمحاصرة على المستوى المهني وفي هذا الشأن قالت لجريدة هسبريس:

## إبداعاتها
- 1999 وراء الحجاب (بالفرنسية: Achter de sluier)‏
- 2013 مشاهدة العرب - الثورة اليومية (بالفرنسية: Arabieren Kijken - de alledaagse revolutie)‏
- 2014 الجنس والخطيئة (بالفرنسية: Seks en de Zonde)‏